# Milan van Waardenburg
Milan van Waardenburg (Kerkrade, 15 februari 1994) is een Nederlands zanger en (musical)acteur. Van 2018 tot 2020 behoorde hij tot de hoofdcast van de musical Anastasia; hij speelde de rol van Dmitri eerst in de Duitse, later in de Nederlandstalige versie. 

## Jeugd en opleiding
Van Waardenburg is een zoon van een secretaresse (moeder) en beveiliger (vader), die elkaar leerden kennen in het ziekenhuis. Er volgde een echtscheiding toen hij veertien was. Van Waardenburg kwam echter door zijn oma, die zelf in Limburgse theaters op de bühne heeft gestaan, in aanraking met het toneel. Ook (televisie-optredens) van Freek Bartels inspireerde hem (dat wil ik ook). Het toneelspel zat er vroeg in; hij kreeg al vanaf zijn zesde les aan de theaterschool in zijn geboorteplaats. Vanaf zijn negende had hij twee keer per week les in Zoetermeer. Zijn ouders hadden inmiddels een huistheatertje gebouwd. Als 11-jarige speelde hij in de musicalversie van Kunt u mij de weg naar Hamelen vertellen, mijnheer? Hoe leuk hij het ook vond; hij zag toen in dan hij “anders was dan zijn klasgenoten.” Hij studeerde, na de middelbare schoolopleiding aan het Grotius College te Heerlen (2006-2012) Muziektheater aan de Tilburgse Hogeschool voor de Kunsten (2012-2016), Hij was er leerling van Edward Hoepelman, Marc Krone, Brigitte Odett en Ingrid Zeegers. Hij speelde in schoolproducties van onder andere Into the Woods en Company.  Voor zijn homoseksualiteit was Tilburg een verademing ten opzichte van Heerlen; hij hoefde zich er niet meer voor de verschuilen.
De tenor was in 2015 een van de solisten in Avond met Kurt Weill van Marc Krone en speelde in het Fakkeltheater in Antwerpen de rol van Roger Davis in de rockmusical Rent.

## Carrière
Van Waardenburg trok na zijn afstuderen naar Duitsland, waar hij in een aantal musicalproducties speelde. Vanaf april 2016 speelde hij de rol van Herbert in Tanz der Vampire. In Der Glöckner von Notre Dame speelde hij vervolgens de rol van luitenant Frederic Charles en meerdere keren de titelrol (Quasimodo). In 2018 vertolkte hij de rollen van Olaf en Kristoff in de Frozen Disney in concert-tour door Duitsland
In november 2018 kreeg Van Waardenburg de rol van Dmitri in de Duitstalige versie van de musical Anastasia in het Palladium in Stuttgart. Hij werd door Albert Verlinde benaderd om dezelfde rol in de Nederlandse productie te spelen. Sinds september 2019 staat hij als Dmitri in het Circustheater in Scheveningen, met onder anderen Tessa Sunniva van Tol als Anastasia, Ellen Evers als Lilly, Ad Knippels als Vlad en René van Kooten als Gleb. Eind 2019 was hij de enige van de hoofdcast die, tot verbazing van zijn collega's, niet werd genomineerd voor een Musical Award 2020. De musical ontving de Publieksprijs, van de individueel genomineerden gingen alleen Van der Klei en choreografe Peggy Hickey met een prijs naar huis.
Na Jean Valjean te hebben gespeeld in de Nederlandse versie van Les Misérables, speelt Van Waardenburg in 2024 dezelfde rol in de productie op West End in Londen. AVROTROS maakt een documentaire over zijn debuut op West End. In 2025 bracht hij zijn autobiografie uit onder de titel Maar dit is wat ik wil – niet enkel musical. daarin toont hij zijn haat-liefdeverhouding met het vak. Aan de ene kant is zingen in musicals zijn lust en zijn leven, daartegenover staat de constante onzekerheid of hij (nog) wel aan het ideale plaatje van een musicalster voldoet en de dingen die hij moet laten om daaraan te (blijven) voldoen. Ook de overdreven fans en publiek dat alleen op de naam afkomt komen aan bod. Hij verwerkt daarin ook zijn tijdens de Der Glöckner von Notre-Dame opgelopen burn-out voorafgegaan door een ziektebeeld, stemproblemen en ten slotte paniekaanvallen. Therapie, (levens)partner en zanger Paul Morris en hun hond (het komt wel goed) hielpen hem terug naar het podium.

## Musicals
| Jaar        | Titel                                           | Rol                                        | Producent                            | Locatie                            |
| ----------- | ----------------------------------------------- | ------------------------------------------ | ------------------------------------ | ---------------------------------- |
| 2015        | Rent                                            | Roger                                      | InTeam Producties                    | Antwerpen                          |
| 2016        | Sweeney Todd                                    | Jonas Fogg                                 | OpusOne                              | Theater Het Zonnehuis, Amsterdam   |
| 2016 - 2017 | Tanz der Vampire                                | Herbert von Krolock                        | Stage Entertainment                  | Tour Duitsland                     |
| 2017 - 2018 | Der Glöckner von Notre Dame                     | Luitenant Frederic Charles Cover Quasimodo | Stage Entertainment                  | Berlijn, München, Stuttgart        |
| 2018 - 2019 | Anastasia                                       | Dimitri                                    | Stage Entertainment                  | Stage Apollo Theater, Stuttgart    |
| 2019 - 2020 | Anastasia                                       | Dimitri                                    | Stage Entertainment                  | AFAS Circustheater, Den Haag       |
| 2021        | Next to Normal                                  | Gabe                                       | ?                                    | Kassel                             |
| 2021        | Ludwig                                          | Ludwig                                     | ?                                    | Füssen                             |
| 2021 - 2022 | Die Eiskönigin                                  | Hans                                       | Stage Entertainment                  | Stage Theater an der Elbe, Hamburg |
| 2023 - 2024 | Les Misérables                                  | Jean Valjean                               | De Graaf & Cornelissen Entertainment | Tour Nederland en België           |
| 2024        | Les Misérables                                  | Jean Valjean                               | West End Production                  | Londen, West End                   |
| 2025        | Les Misérables The Arena Spectacular World Tour | Jean Valjean                               | World Tour                           | Amsterdam                          |
| 2025        | Elisabeth                                       | De dood                                    | Albert Verlinde Producties           | Tour Nederland                     |